# Ceratopsyche nevae
Ceratopsyche nevae är en nattsländeart som först beskrevs av Friedrich Anton Kolenati 1858.  Ceratopsyche nevae ingår i släktet Ceratopsyche, och familjen ryssjenattsländor. Arten är reproducerande i Sverige.